# Podzamcze (Busko)
Pour les articles homonymes, voir Podzamcze.
Podzamcze est une localité polonaise de la gmina de Nowy Korczyn, située dans le powiat de Busko en voïvodie de Sainte-Croix.